# ライアン・ホリンズ
ライアン・ホリンズ  (Ryan Kenwood Hollins 1984年10月10日 - )は、アメリカ合衆国・カリフォルニア州パサデナ出身の元バスケットボール選手。NBAの数々のチームで控えセンターとしてプレーしていた。

## 来歴
UCLAで4年間プレーし、2006年のNBAドラフトでシャーロット・ボブキャッツから50位で指名されNBA入り。 NBA入り後平均出場時間が10分にも満たないシーズンが続いたが、2009年1月にダラス・マーベリックスにトレードで移籍して以降、状況が一変。同年のプレーオフ1stラウンドのサンアントニオ・スパーズ戦でティム・ダンカンのマーキングを任されたホリンズは、ダンカン相手に計3ブロックショットを決めた。
2009年8月2日、制限付きFAとなっていたホリンズは、ミネソタ・ティンバーウルブズの3年700万ドルのオファーシートにサイン。マーベリックスはこの契約にマッチングをせず、移籍が成立した。
2010年7月26日、クリーブランド・キャバリアーズに移籍。2010-11シーズンは70試合に起用されたが、翌2011-12シーズンは24試合の出場に止まり、2012年3月20日に解雇。3日後にボストン・セルティックスと契約し、残りシーズンを過ごした。
2012年から2シーズンはロサンゼルス・クリッパーズでプレー。2014-15シーズンはサクラメント・キングスでプレーした。
2015-16シーズン、これまでもジャーニーマンとしての選手生活を歩んで来たホリンズは、かつてないほど慌ただしいシーズンを送ることになる。2015年9月28日、メンフィス・グリズリーズと契約するも、シーズン開幕前に解雇。11月30日にワシントン・ウィザーズと契約するも、翌月23日に解雇。29日にグリズリーズに再加入するも、2016年1月7日に再び解雇。同月21日、今度は10日間契約でグリズリーズと3度目の加入。2回目の契約終了後解雇されたが、3月2日、マルク・ガソルなど負傷者が続出したこともあり、シーズン4度目のグリズリーズ加入となったが、4月7日解雇され、同一チームから1シーズン通算6回の契約と4度目の解雇という、稀なケースとなった。
2016年12月4日、NBAのチームと契約することが出来なかったホリンズは、リーガACBのCBグラン・カナリアと契約した。